# Голлі Бейлі
Голлі Лінн Бейлі (англ. Halle Lynn Bailey, нар. 27 березня 2000), також відома під своїм мононімом Голлі, — американська співачка й акторка. Вона найвідоміша як учасниця музичного дуету «Chloe x Halle» разом зі своєю сестрою, який отримав п'ять номінацій на премію «Греммі», починаючи з 2018 року. Її роль Скайлер Форстер у телевізійному ситкомі «Подорослішали» принесла їй номінацію на найкращу жіночу роль другого плану в комедійному серіалі від NAACP Image Awards у 2020 році. Також вона відома роллю Аріель у фільмі «Русалонька», виробництва Disney.

## Раннє життя
Голлі Лінн Бейлі народилася 27 березня 2000 року та виросла в Мейблетоні, штат Джорджія, разом зі своєю старшою сестрою Хлоєю Бейлі. У середині 2012 року вони переїхали до Лос-Анджелеса. Сестри почали співати, коли Хлоя гармонізувала пісню «Mary Had a Little Lamb», поки мама виконувала хатню роботу. Вони також почали писати власні пісні, вчитися грати на інструментах, переглядаючи відеоуроки на YouTube. Їхній батько та співменеджер Даг Бейлі, який «навчив [їх] робити все [власноруч]», почав навчати їх писати пісні, коли дівчатам було 8 і 10 років.

## Кар'єра

### 2006—2016: Ранні роботи та запис
Перебуваючи у Джорджії, Бейлі виконувала другорядні ролі фільмах, як-от «Радісний шум» (2012), почавши акторську кар'єру у віці 3 років, і телевізійному фільмі Disney «Нехай засяє» (2012).
Дует запустив YouTube-канал у віці 11 і 13 років відповідно з кавером на пісню Бейонсе «Best Thing I Never Had». Їхнім першим відео, яке стало вірусним, — кавер на інший трек Бейонсе «Pretty Hurts». Вони вперше виступили як «Chloe x Halle», коли завантажили кавери на поппісні на свій канал. Дует дебютував на телебаченні, з'явившись на «Шоу Елен Дедженерес», у квітні 2012 року.
У 2013 році сестри Бейлі виграли 5 сезон музичного шоу на Radio Disney. Наступного вересня вони з'явились камео в серіалі Disney «Остін й Еллі», виконавши пісню «Unsstoppable».
У травні 2015 року сестри вели перемовини про підписання контракту з Parkwood Entertainment, причому контракти були подані до Верховного суду Мангеттена, оскільки обидві сестри тоді були неповнолітніми. У контрактах деталізувалося, що вони «[отримають] принаймні 60 000 доларів США та аванси, які можуть скласти майже 1 мільйон доларів США, якщо вони випустять принаймні шість альбомів». Компанія Parkwood Entertainment, яку заснувала Бейонсе, нарешті підписала з ними у 2016 році п'ятирічний контракт, ставши «[її] першим справжнім музичним успіхом», згідно з NPR, а також назвали їх «вундеркіндами Бейонсе».
Сестри Бейлі знялися разом із Бейонсе, сестрами-близнюками Лізою-Каїнде Діаз і Наомі Діаз, Амандлою Стенберг і Зендеєю у кліпі на пісню "Freedom в однойменному візуальному альбомі «Beyoncé: Lemonade», прем'єра якого відбулася на HBO у квітні 2016 року.

### 2016–дотепер: «Chloe x Halle»

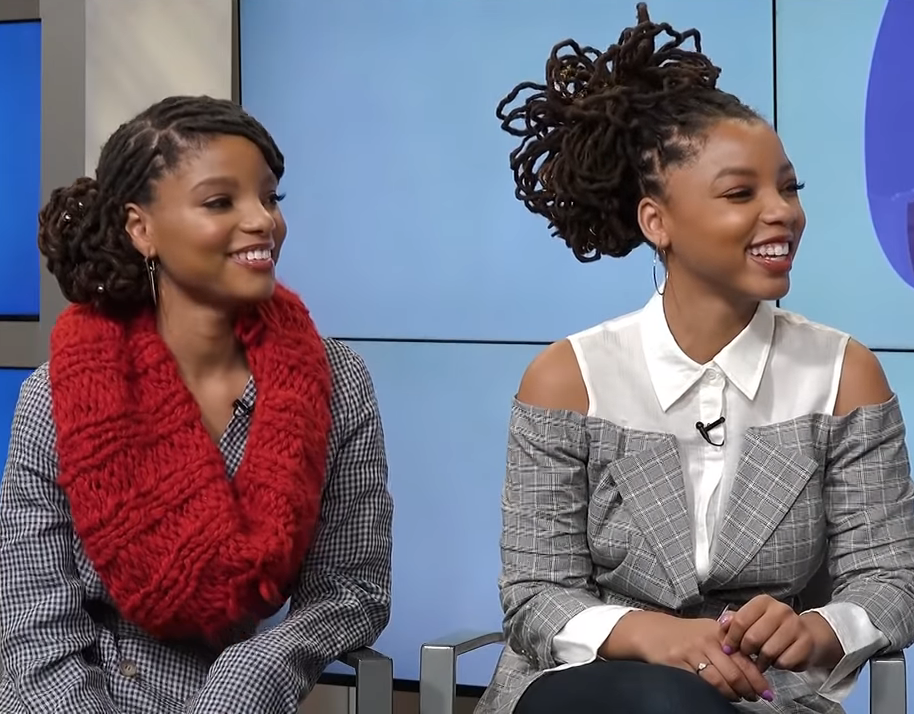
Голлі з сестрою Хлоєю у 2018 році

«Chloe x Halle» дебютував на професійному рівні з мініальбомом «Sugar Symphony», випущений лейблом Parkwood 29 квітня 2016 року. Дует також виступав на розігріві у європейській частині світового туру Бейонсе «Formation World», який проходив з кінця червня до початку серпня 2016 року.
Майже через рік 16 березня 2017 року дует випустив свій схвалений критиками мікстейп «The Two of Us». Мікстейп увійшов до списку найкращих R&B-альбомів 2017 року за версією журналу «Rolling Stone». 29 грудня 2017 року дует випустив пісню для серіалу «Подорослішали» під назвою «Grown». Голлі також виконала періодичну роль Скайлар «Скай» Форстер у першому сезоні, а з другого з'являлась на постійній основі. Вона пішла з серіалу в кінці четвертого сезону, коли її героїня закінчила коледж. «Grown» і «The Kids Are Alright» стали головними та другими синглами відповідно дебютного студійного альбому «Chloe x Halle» «The Kids Are Alright», анонс якого відбувся наприкінці лютого 2018 року. Альбом був поєднаний з візуалом. 23 березня 2018 року «Chloe x Halle» випустив свій дебютний студійний альбом «The Kids Are Alright», який отримав схвальні відгуки критиків. Їхній сингл «Warrior» з'явився як саундтрек до фільму «Складки часу» (2018) та в їхньому першому альбомі.
31 травня 2018 року оголосили, що дует виступатиме на розігрів американської частини туру «On the Run II» Бейонсе та Jay-Z разом із DJ Khaled. У грудні 2018 року дует номінували на дві премії «Греммі», як «Найкращий новий виконавець» і «Найкращий сучасний міський альбом» (за «The Kids Are Alright»).
3 лютого 2019 року виконання «Chloe x Halle» «America the Beautiful» на Супербоул LIII високо оцінила їхня наставниця Бейонсе на додаток до кількох новинних публікацій. Через тиждень, 10 лютого 2019 року, дует вшанував американського музиканта Донні Гетевея, виконавши його сингл 1972 року «Where Is the Love» на 61-й щорічній церемонії вручення премії «Греммі».
12 червня 2020 року дует випустив свій очікуваний другий альбом «Ungodly Hour», який отримав схвальні відгуки критиків. Альбом дебютував під номером 16 у чарті Billboard 200 з 24 000 проданих одиниць. «Do It» також став їхнім першим записом у Billboard Hot 100, дебютувавши під номером 83 27 червня 2020 року.
«Chloe x Halle» виконав американський національний гімн під час стартового матчу сезону НФЛ у вересні 2020 року. У жовтні 2020 року дует вів церемонію вручення премії «Гламур» «Жінки року». У листопаді 2020 року вони отримали номінації за альбом року, пісню року, відео року, найкраще танцювальне виконання та нагороду авторам пісень Ashford & Simpson на музичній премії «Soul Train» у 2020 році. Вони також отримали номінації за найкращий альбом прогресивного ритм-енд-блюзу, найкращу пісню в жанрі ритм-енд-блюз та найкраще виконання традиційного ритм-енд-блюзу на 63-й щорічній церемонії вручення премії «Греммі». Вони виконали пісню «Baby Girl» на церемонії Billboard Women in Music 2020 року, де Бейонсе вручила їм нагороду як новій зірці.

### 2019–дотепер: Сольні починання
3 липня 2019 року компанія Disney оголосила, що Бейлі обрано на роль принцеси Аріель у майбутньому рімейку «Русалоньки», режисера Роба Маршалла. Вона також записала та виконала саундтрек до фільму. Режисер Роб Маршалл заявив: "Після тривалих пошуків стало цілком зрозуміло, що Голлі володіє тим рідкісним поєднанням духу, серця, молодості, невинності та змісту — плюс чудовий співочий голос — усі внутрішні якості, необхідні для виконання цієї культової ролі. Вибір Бейлі на роль Аріель викликав суперечки, дехто стверджував, що вибір афроамериканки на роль Аріель не відповідає оригінальному персонажу. Disney відповіла громадськості відкритим листом на захист акторського складу. Джоді Бенсон, акторка оригінального голосу Аріель, також виступила на захист участі Бейлі, сказавши, що «найголовніше — це розповісти історію» та що «дух персонажа — це те, що справді має значення».
1 жовтня 2021 року Бейлі здійснила свій дебютний сольний виступ із виконанням класичної пісні Disney «Can You Feel the Love Tonight» у телевізійному заході «Найчарівніша історія на Землі: 50 років світу Волта Діснея», з приводу святкування 50-річчя Disney World.

## Артистизм

### Вплив
На музику Бейлі вплинув джаз і пісні Біллі Голідей, які вона слухала змалку. Вона назвала співачку однією з тих, хто вплинув на її вокальне виконання. Окрім співу, вона грає на гітарі.

## Особисте життя
Серед її розваг — плавання, біг і їзда на велосипеді, а також виготовлення сережок із бісеру та намист, які вона почала продавати на Etsy у квітні 2021 року, а наступного травня вона взяла кота, на ім'я Посейдон. Вона проживає в Північному Голлівуді, Лос-Анджелес зі своєю сестрою. Наприкінці 2021 року вона почала зустрічатися з репером і ютубером DDG.

## Дискографія

### З Chloe x Halle

#### Студійні альбоми
- The Kids Are Alright (2018)
- Ungodly Hour (2020)

## Фільмографія
| Рік       |    | Українська назва                    | Оригінальна назва                        | Роль          |
| --------- | -- | ----------------------------------- | ---------------------------------------- | ------------- |
| 2006      | ф  | Остання відпустка                   | Last Holiday                             | Тіна          |
| 2007      | с  | Будинок Пейна                       | House of Payne                           | Тіффані       |
| 2012      | ф  | Нехай засяє                         | Let It Shine                             | Учасниця хору |
| 2013      | с  | Остін й Еллі                        | Austin & Ally                            | Голлі         |
| 2018—2022 | с  | Подорослішали                       | Grown-ish                                | Скай Форстер  |
| 2021      | кф | Чому Сонце та Місяць живуть на небі | Why the Sun and the Moon Live in the Sky | Сонце         |
| 2023      | ф  | Русалонька                          | The Little Mermaid                       | Аріель        |
| 2023      | ф  |                                     | The Color Purple                         | Нетті         |
|           | ф  |                                     | The Line                                 | Аннабелль     |

## Визнання
| Рік  | Нагорода           | Категорія                                            | Фільм           | Результат |
| ---- | ------------------ | ---------------------------------------------------- | --------------- | --------- |
| 2020 | NAACP Image Awards | Найкраща акторка другого плану в комедійному серіалі | «Подорослішали» | Номінація |
| 2021 | «Греммі»           | Найкраща R&B пісня                                   | «Do It»         | Номінація |